# Nicola Valente (calciatore)
Nicola Valente (Zevio, 6 ottobre 1991) è un calciatore italiano, attaccante del Padova.

## Carriera
Il 1° febbraio 2024 viene ufficializzato il suo passaggio dal Palermo al Padova, militante in Serie C, firmando un contratto fino al 30 giugno 2026. Fa il suo debutto con i biancoscudati il successivo 4 febbraio nel pareggio esterno contro la Virtus Verona per 1-1. Chiude la sua metà di stagione con 14 presenze totali e nessuna rete. La stagione seguente, sotto la guida del nuovo allenatore Andreoletti, alterna partite da titolare con presenze da subentrato ed il 30 ottobre 2024 segna la sua prima rete con il Padova che risulta decisiva nella vittoria casalinga di misura sul Renate. Nella gara contro il Novara di metà novembre subisce uno stiramento alla coscia che lo tiene fuori dal campo per oltre due mesi. Torna al gol aprendo le marcature della gara del 23 febbraio contro la Giana Erminio, vinta per 3-0. Il 25 aprile 2025 grazie al pareggio in casa del Lumezzane, si laurea campione del Girone A di Serie C, conquistando il suo primo trofeo in carriera.

## Statistiche

### Presenze e reti nei club
Statistiche aggiornate al 17 maggio 2025.
| Stagione         | Squadra          | Campionato       | Campionato | Campionato | Coppe nazionali | Coppe nazionali | Coppe nazionali | Coppe continentali | Coppe continentali | Coppe continentali | Altre coppe | Altre coppe | Altre coppe | Totale | Totale | Totale |
| Stagione         | Squadra          | Comp             | Pres       | Reti       | Comp            | Pres            | Reti            | Comp               | Pres               | Reti               | Comp        | Pres        | Reti        | Pres   | Reti   |        |
| ---------------- | ---------------- | ---------------- | ---------- | ---------- | --------------- | --------------- | --------------- | ------------------ | ------------------ | ------------------ | ----------- | ----------- | ----------- | ------ | ------ | ------ |
| 2010-2011        | Legnago          | D                | 29         | 2          | CI-D            | 0               | 0               | -                  | -                  | -                  | -           | -           | -           | 29     | 2      |        |
| 2011-2012        | Legnago          | D                | 18+2       | 5          | CI-D            | 1               | 0               | -                  | -                  | -                  | -           | -           | -           | 21     | 5      |        |
| 2012-2013        | Legnago          | D                | 32         | 9          | CI-D            | 0               | 0               | -                  | -                  | -                  | -           | -           | -           | 32     | 9      |        |
| 2013-2014        | Legnago          | D                | 33         | 9          | CI-D            | 0               | 0               | -                  | -                  | -                  | -           | -           | -           | 33     | 9      |        |
| 2014-2015        | Legnago          | D                | 32         | 7          | CI-D            | 1               | 1               | -                  | -                  | -                  | -           | -           | -           | 33     | 8      |        |
| Totale Legnago   | Totale Legnago   | Totale Legnago   | 146        | 32         |                 | 2               | 1               |                    | -                  | -                  |             | -           | -           | 148    | 33     |        |
| 2015-2016        | Pordenone        | LP               | 18+3       | 1          | CI-LP           | 2               | 0               | -                  | -                  | -                  | -           | -           | -           | 23     | 1      |        |
| 2016-2017        | Siracusa         | LP               | 32+1       | 6          | CI-LP           | 2               | 0               | -                  | -                  | -                  | -           | -           | -           | 35     | 6      |        |
| 2017-2018        | Sambenedettese   | C                | 32+4       | 1          | CI+CI-C         | 2+2             | 1+2             | -                  | -                  | -                  | -           | -           | -           | 40     | 4      |        |
| 2018-2019        | Carrarese        | C                | 34+4       | 2+1        | CI+CI-C         | 1+2             | 0+1             | -                  | -                  | -                  | -           | -           | -           | 41     | 4      |        |
| 2019-2020        | Carrarese        | C                | 25+2       | 6+1        | CI              | 2               | 1               | -                  | -                  | -                  | -           | -           | -           | 29     | 8      |        |
| Totale Carrarese | Totale Carrarese | Totale Carrarese | 65         | 10         |                 | 5               | 2               |                    | -                  | -                  |             | -           | -           | 70     | 12     |        |
| 2020-2021        | Palermo          | C                | 31+4       | 5+1        | -               | -               | -               | -                  | -                  | -                  | -           | -           | -           | 35     | 6      |        |
| 2021-2022        | Palermo          | C                | 30+8       | 7          | CI-C            | 2               | 1               | -                  | -                  | -                  | -           | -           | -           | 40     | 8      |        |
| 2022-2023        | Palermo          | B                | 32         | 3          | CI              | 1               | 0               | -                  | -                  | -                  | -           | -           | -           | 33     | 3      |        |
| 2023-gen. 2024   | Palermo          | B                | 10         | 0          | CI              | 1               | 0               | -                  | -                  | -                  | -           | -           | -           | 11     | 0      |        |
| Totale Palermo   | Totale Palermo   | Totale Palermo   | 115        | 16         |                 | 4               | 1               |                    | -                  | -                  |             | -           | -           | 119    | 17     |        |
| gen.-giu. 2024   | Padova           | C                | 11+2       | 0          | CI-C            | 1               | 0               | -                  | -                  | -                  | -           | -           | -           | 14     | 0      |        |
| 2024-2025        | Padova           | C                | 20         | 2          | CI+CI-C         | 0+1             | 0               | -                  | -                  | -                  | SC-C        | 2           | 0           | 23     | 2      |        |
| 2025-2026        | Padova           | B                | 0          | 0          | CI              | 0               | 0               | -                  | -                  | -                  | -           | -           | -           | 0      | 0      |        |
| Totale Padova    | Totale Padova    | Totale Padova    | 31+2       | 2          |                 | 2               | 0               |                    |                    |                    |             | 2           | 0           | 37     | 2      |        |
| Totale carriera  | Totale carriera  | Totale carriera  | 449        | 68         |                 | 21              | 7               |                    | -                  | -                  |             | 2           | 0           | 472    | 75     |        |

## Palmarès

### Club

#### Competizioni nazionali
- Serie C: 1

Padova: 2024-2025 (girone A)